# ألان ويلسون (سياسي)
ألان ويلسون (بالإنجليزية: Alan Wilson) هو محامي وسياسي أمريكي، ولد في 16 يوليو 1973 في الولايات المتحدة. حزبياً، نشط في الحزب الجمهوري. وقد انتخب Attorney General of South Carolina ‏.